# Das Ende der Monarchie. Vom Reich zur Republik.
Das Ende der Monarchie. Vom Reich zur Republik ist eine Dokumentation von Hugo Portisch und Sepp Riff, die in vielen Originalaufnahmen die handelnden Personen, Institutionen und Ereignisse zeigt, die im Ersten Weltkrieg zum Zusammenbruch der Doppelmonarchie und zur Entstehung der Republik Österreich geführt haben. Viele Augenzeugen werden interviewt und viele frühere Geheimdokumente von allen Seiten der Fronten gezeigt. Der Film entstand 1987.